# Planet-Crossing Asteroid Survey
Der Palomar Planet Crossing Asteroid Survey (PCAS) wurde im Jahr 1973 von Eleanor F. Helin und Eugene M. Shoemaker ins Leben gerufen. Das Ergebnis des Programms ist die Entdeckung mehrerer tausend Asteroiden aller Typen einschließlich einer Vielzahl von erdbahnkreuzenden Asteroiden und 20 Kometen. PCAS lief nahezu 25 Jahre lang und wurde im Juni 1995 beendet. Es ist der unmittelbare Vorläufer des vom JPL und der NASA betriebenen Projekts Near Earth Asteroid Tracking (NEAT).